# Hermann von Strantz
Hermann Christian Wilhelm von Strantz  (13 de febrero de 1853, Nakel an der Netze - 3 de noviembre de 1936, Dessau) fue un oficial prusiano, y posteriormente General de Infantería durante la Primera Guerra Mundial. Recibió la Pour le Mérite.

## Primera Guerra Mundial
En 1914, von Strantz comandaba el V Cuerpo con cuartel general en Posen. En tiempo de paz el Cuerpo estaba asignado al VIII Inspectorado pero con la movilización el V Cuerpo fue asignado al 5.º Ejército formando parte del centro de las fuerzas de la ofensiva del Plan Schlieffen en agosto de 1914 en el frente occidental.
Armee-Abteilung Strantz (nombrado así por von Strantz mientras estuvo al mando, pero después renombrado Armee-Abteilung C) fue formado el 18 de septiembre de 1914 del ala izquierda (sur) del 5.º Ejército. Inicialmente comandaba el V Cuerpo y el III Cuerpo Bávaro, controlando media docena de divisiones. Strantz permaneció como comandante del V Cuerpo concurridamente pero fue delegado de este puesto por un Comandante de división.
Strantz permaneció al mando del Armee-Abteilung hasta el 2 de febrero de 1917 cuando se retiró del servicio activo.

## Condecoraciones
- Cruz de Hierro II Clase (1870)
- Cruz de Hierro I Clase (1914)
- Pour le Mérite (22 de agosto de 1915)
- Orden de la Corona
- Orden del León de Zähringen
- Orden al Mérito Militar bávara
- Orden del Águila Roja
- Orden belga de Leopoldo
- Orden de Alberto el Oso
- Legión de Honor